# 生江碗窑遗址
生江碗窑遗址，位于中国广东省云浮市罗定市生江镇碗窑村，为罗定市的一个市级文物保护单位，类型为古遗址，公布时间为1994年6月8日。
生江碗窑遗址的历史年代为元、清。